# Orange Cove
Orange Cove é uma cidade localizada no estado americano da Califórnia, no condado de Fresno. Foi incorporada em 20 de janeiro de 1948.

## Geografia
De acordo com o United States Census Bureau, a cidade tem uma área de 4,9 km², onde todos os 4,9 km² estão cobertos por terra.

## Demografia
Segundo o censo nacional de 2010, a sua população é de 9 078 habitantes e sua densidade populacional é de 1 835,10 hab/km². Possui 2 231 residências, que resulta em uma densidade de 450,99 residências/km².

## Marco histórico
Orange Cove possui apenas uma entrada no Registro Nacional de Lugares Históricos, o Orange Cove Santa Fe Railway Depot.